# Marathon Sports
Marathon Sports é uma empresa equatoriana de confecção e distribuição de materiais esportivos fundada por Rodrigo Ribadeneira em maio de 1981, quando a marca abriu sua primeira loja. A empresa, com sede em Quito, fabrica e distribui roupas esportivas para times de futebol e atletas, principalmente uniformes de futebol associativo.
Além de produtos próprios, a Marathon importa, distribui e comercializa algumas das mais importantes marcas mundiais de roupas e acessórios, como Adidas, Nike, Puma, Diadora, Wilson e Joma.

## História
A empresa foi fundada em maio de 1981 por Rodrigo Rivadeneira. Ela começou como uma rede de lojas esportivas para o Equador, mas em 1994, o contrato da Reebok com a seleção equatoriana de futebol expirou. A Marathon Sports então assinou um contrato com a Federação Equatoriana de Futebol por um número desconhecido de anos, embora tenha sido renovado em 2016 por um total de US $ 2,6 milhões, com vencimento em 2023. O desenho da primeira camisa da seleção nacional tinha uma faixa grossa azul e vermelha no ombro direito refletindo a bandeira do Equador. Depois de estar perto de se classificar para sua primeira Copa do Mundo FIFA em 1998, a Federação Equatoriana decidiu ficar com a marca, lançando um design que reflete mais o estilo andino.
Em 2002, a seleção equatoriana se classificou para sua primeira Copa do Mundo, realizada na Coréia e no Japão, a primeira Copa do Mundo sediada em conjunto pela FIFA. A Marathon Sports consolidou-se como uma marca internacional, tendo patrocinado não só times de futebol do Equador, mas também do Peru (Deportivo Municipal) e Uruguai (Rampla Juniors). Além disso, a Marathon Sports abriu lojas em Lima, no Peru.
Em 2017, a empresa assinou um contrato com a PFP para se tornar fornecedora oficial de camisetas da seleção peruana desde 2018 por um total de US $ 1,5 milhão. A oferta superou em grande parte a da Adidas, que também havia demonstrado interesse pela seleção peruana.

## Fornecimento e patrocínio

### Seleções
- Bolívia
- Equador

### Clubes
Bolívia
- Always Ready
- Oriente Petrolero
- The Strongest

Chile
- Huachipato

Equador
- Barcelona de Guayaquil
- Independiente del Valle

Peru
- Universitario